# ウズベキスタンの政党
ウズベキスタンの政党（ウズベキスタンのせいとう）では、ウズベキスタンの政党について述べる。
大統領の権限が強力なウズベキスタンでは、議会および政党の権力は脆弱であり、その活動は活発ではない。
1991年の独立後しばらくは、ビルリク、エルクなどの野党勢力が活動していたが、1992年ごろから反対派勢力に対する抑圧が強まり、指導者の逮捕、野党の活動禁止などの弾圧が行われた。現在は、旧ウズベキスタン共産党から改組されたウズベキスタン人民民主党を中心とする諸政党がイスラム・カリモフ大統領の支持勢力として議会を支配している。カリモフ大統領はウズベキスタンの独立以来、自己献身・国民民主党に所属していたが、2007年にウズベキスタン自由民主党に移った。

## 最高会議に議席を有する政党
- ウズベキスタン人民民主党 (O'zbekiston Xalq Demokratik Partiyasi) - 1991年11月15日にウズベキスタン共産党から再編。
- 公正社会民主党 (Adolat Sotsial Demokratik Partiyasi) - 1995年2月18日創設。
- ウズベキスタン国民復興民主党 (O'zbekiston Milliy Tiklanish Demokratik Partiyasi) - 1995年6月9日創設。
- ウズベキスタン自由民主党 (O'zbekiston Liberal Demokratik Partiyasi) - 2003年創設。2007年からカリモフ大統領が所属。

## 最高会議に議席を有しない政党
- ビルリク (O'zbekiston Birlik Xalq Harakati Partiyasi) - 1989年創設。1992年にカリモフ政権により非合法化。
- エルク (O'zbekiston Erk Demokratik Partiyasi) - 1990年2月ビルリクからムハンマド・サーリフら穏健派が分離して結成。カリモフ政権により非合法化。英語名が上記のウズベキスタン自由民主党と類似しているが、別の組織である。
- 自由農民党 (Ozod Dehqonlar Partiyasi) - 2003年12月6日創設。